# Richard Young
Richard "Rich" Young (12 de mayo de 1975) es un exjugador de fútbol americano y Luchador profesional estadounidense que trabajó para la World Wrestling Entertainment (WWE), bajo el nombre de Ricky Ortiz.
Antes de ser luchador Young participó en la XFL, la Canadian Football League (CFL), la Arena Football League (AFL) y la National Football League (NFL).

## Carrera

### Universidad
Young asistió a la Universidad de Tulsa como un estudiante de intercambio luego de dos años en Glendale Community College jugando 22 juegos en su carrera y fue un acreditado linebacker.

### Fútbol americano
En 1998 después de la universidad Young participó en la NFL con los Kansas City Chiefs. Un año después participó en la Canadian Football League (CFL) donde jugó para los Saskatchewan Roughriders. En el 2000 y 2001 participó en la Arena Football League donde jugó con los Milwaukee Mustangs.

### World Wrestling Entertainment (2006-2009)

#### Territorios de desarrollo (2006-2008)
Young hizo su debut en la Ohio Valley Wrestling en el 2006 como  Atlas DaBone. Siendo uno de los luchadores más carismáticos en la OVW. el 12 de enero de 2008, DaBone se convirtió en el contendiente #1 al título de la OVW después de vencer a Mike Kruel en una serie al mejor de tres. El 3 de marzo de 2008 fue reportado que DaBone sufrió una rotura en el ligamento de la rodilla pero retornó rápidamente el 17 de abril a la Florida Championship Wrestling.

#### 2008-2009
Young hizo su debut en la edición de ECW del 1 de julio de 2008 como "face" derrotando a Armando Alejandro Estrada. Después cambió su nombre a Ricky Ortiz cuando en un segmento Lena Yada lo entrevistó y dijo "Mis amigos me llamas Ricky". Luego tuvo una racha de victorias, derrotando en su primera semana a Chavo Guerrero, la semana siguiente junto con Evan Bourne derrotó a Guerrero y Bam Neely y posteriormente derrotó a Gavin Spears, Ryan Braddock y otros. El 7 de octubre de 2008 participó en una lucha junto a CM Punk, Kofi Kingston y Evan Bourne siendo derrotados por John Morrison, The Miz, Cody Rhodes y Ted Dibiase tras una distracción de Manu siendo esta su primera derrota televisada desde su debut, pero aún mantenía su invicto en competencias individuales. En la edición de ECW del 2 de diciembre perdió su invicto contra Jack Swagger.
El 15 de abril de 2009, fue enviado a la marca SmackDown! por el draft suplementario, el 15 de mayo debutó como heel perdiendo ante Jeff Hardy. Luego de esto tuvo distintos segmentos y luchas televisadas. Su última lucha en WWE fue el 7 de agosto del 2009 donde fue derrotado por The Great Khali. Finalmente fue liberado del contrato con la empresa el 8 de agosto de 2009.

### Circuito Independiente (2009-2013)
Una semana después de su liberación de la WWE, el 15 de agosto de 2009, joven apareció en World Wrestling Council, utilizando el nombre de 'Ricky Ortiz y desafiando Shane Sewell por el WWC Puerto Rico Heavyweight Championship. Él no pudo ganar, y atacó a Sewell después del partido. A principios del 2010, Young comenzó a luchar en Combat Championship Wrestling enfrentándose a Shawn Spears y Sinn Bodhi. A continuación, comenzó a competir para promociones con sede en Florida, incluyendo "Believe in Wrestling" y WWA. El 14 de enero de 2011 Young apareció en "Vintage Pro Wrestling" con Scott Hall donde derrotó a Kennedy Kendrick.
En 2011, se reveló que Young participaría en una colaboración de hiphop/lucha libre profesional en la Urban Wrestling Federation, donde grabarían el primer evento llamado "First Blood" que tendrá lugar el 3 de junio. El 28 de diciembre de 2013, Young debutó en Extreme Rising, derrotando a Homicide. Young se coronó como el campeón del IWA Florida Tag Team Championship junto a Rico Suave.

## En lucha
- Movimientos finales
  - Big O[14] (WWE) / Boneyard Boogie (OVW) (Running jumping splash)

- Movimientos de firma
  - 360° corkscrew forearm smash
  - Diving shoulder block
  - Dropkick[14]
  - Sitout side powerslam[14]
  - Military Press Slam